# Boris Vital'evič Čajkovskij
Boris Vital'evič Čajkovskij (Varsavia, 17 settembre 1888 – Varsavia, 5 novembre 1924) è stato un regista cinematografico russo.

## Filmografia (parziale)

### Regista
- Dikaja sila (1916)
- Miss Mėri (1918)